# Serraca submarginata
Serraca submarginata är en fjärilsart som beskrevs av Felix Bryk 1948. Serraca submarginata ingår i släktet Serraca och familjen mätare. Inga underarter finns listade i Catalogue of Life.